# Bacs de Loire
Les bacs de Loire désignent le service de transport fluvial par bacs amphidromes du département de la Loire-Atlantique permettant de traverser la Loire. Ce service est gratuit depuis le 1er septembre 2005.
Constitué de deux lignes (exploitées par délégation de service public par la Compagnie des Bacs de Loire, filiale de Transdev,), ce service public permet de relier les communes de Couëron et du Pellerin, et les quartiers de Basse-Indre et Indret sur la commune d'Indre. Ils constituent par ailleurs le seul point de traversée possible de la Loire entre le pont de Cheviré (à Nantes) et le pont de Saint-Nazaire (à Saint-Nazaire).
Les bateaux peuvent accueillir piétons, cyclistes, voitures et poids lourd (et parfois des chevaux sur la liaison Le Pellerin ↔ Couëron). Toutefois, pour les véhicules de plus de 3,5 t, une demande de dérogation doit être effectuée.

## Histoire

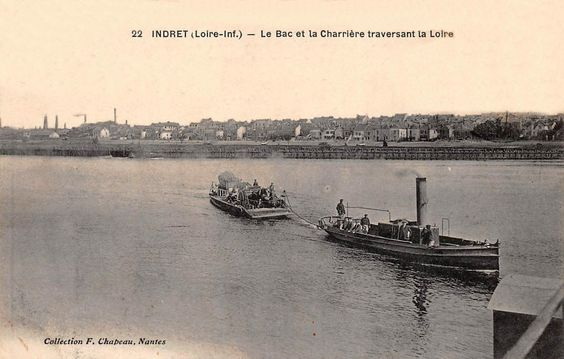
L'ancien bac et sa charrière qui assurait la liaison entre Basse-Indre et Indret.

La première liaison par bac est mise en service en 1790 entre Saint-Brevin-les-Pins et Saint-Nazaire afin de relier ces deux villes avant la construction du pont de Saint-Nazaire. Elle fut supprimée avec la mise en service de ce dernier en 1975.
Une seconde liaison a été mise en place entre Basse-Indre et Indret en 1877 après les comblements de la Loire afin de desservir le quartier d'Indret qui se retrouvait isolé au sud de la Loire. Cette liaison était assurée par un bac à vapeur remorquant une charrière pour les véhicules.
La liaison entre Le Pellerin et Couëron est lancée en 1914 avec la mise en place d'un bac à chaîne (inauguré le 23 février 1914) portant le nom de Saint-Julien. Des chaînes disposées au fond du fleuve venaient s'enrouler dans la machine à vapeur du bateau afin de le faire avancer. Un bateau à vapeur tractant une charrière pris ensuite le relai, avant l'arrivée successive de nouveaux bacs amphidromes : le Saint-Bernard en 1955, le François II en 1962, le Saint-Hermeland en 1970 et le Anne de Bretagne en 1977,.
En 1992, peu après l'ouverture du pont de Cheviré, le service de bacs est menacé puisqu'il connaît une perte de fréquentation causée par la concurrence de ce nouveau pont et un déficit de 8 400 000 francs. Le conseil général du département a finalement voté une aide financière de six millions de francs pour maintenir ce service.
Le 1er septembre 2005, la gratuité des deux lignes de bac a été étendue aux véhicules (les piétons et cyclistes voyageaient déjà gratuitement),,.
Entre 2008 et 2011, ce service public était le plus fréquenté de France Métropolitaine (devant la SNCM et Brittany Ferries) avec 960 163 véhicules et 1 905 000 passagers sur l'année 2011.
En 2012 et 2013 sont mis en service deux nouveaux bacs amphidromes, le Lola et L'Île Dumet, afin d'augmenter la capacité d'accueil des deux lignes et de remplacer les anciens bacs François II et Saint-Hermeland.

## Lignes

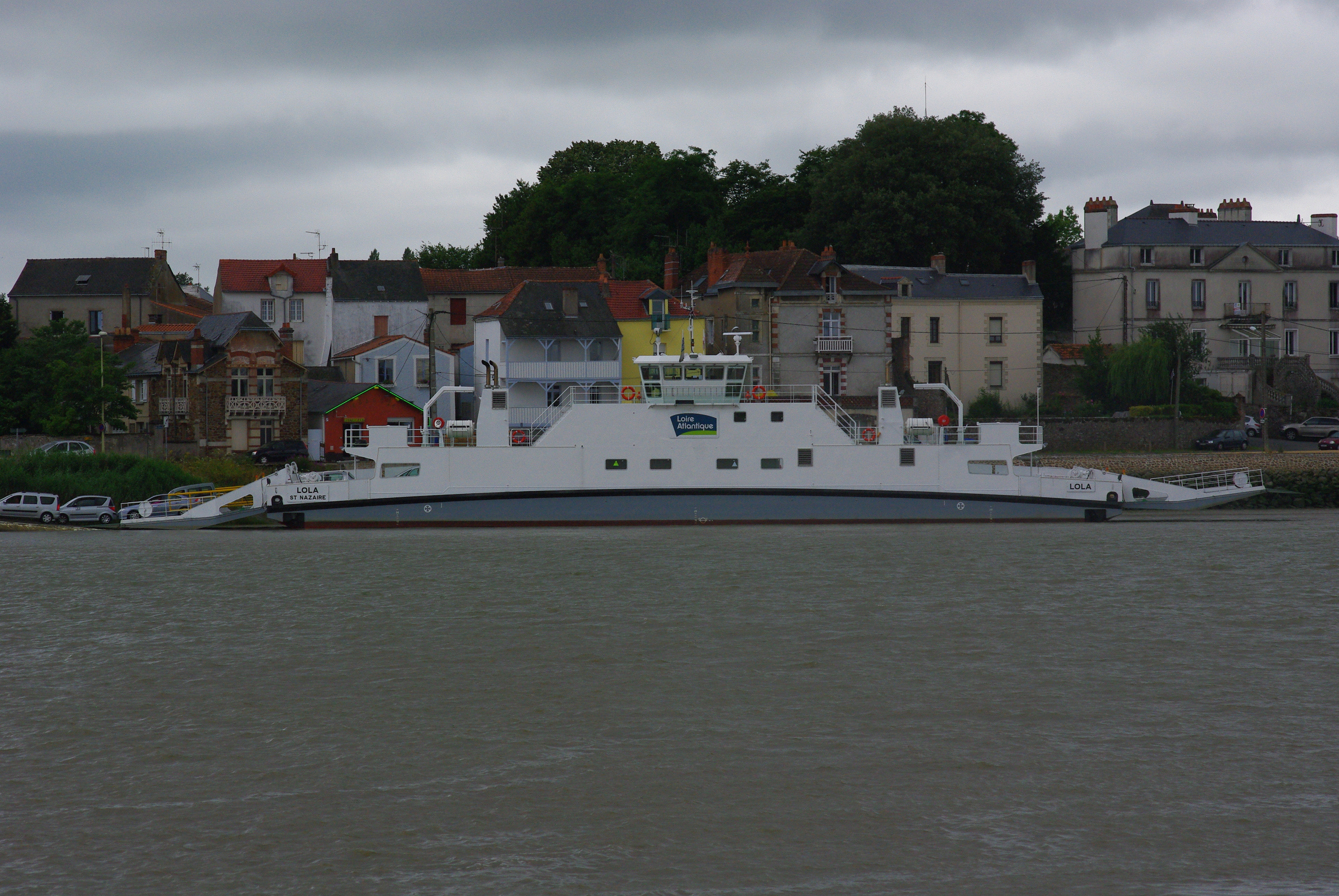
Bac Lola au Pellerin.

Les deux lignes fonctionnent tous les jours du lundi au dimanche, sauf le 1er mai.
La gestion de ces deux lignes de bac coûte environ 4,5 millions d'euros par an.

### Le Pellerin - Couëron
La liaison, située à 8 miles en aval de Nantes, permet de relier les villes du Pellerin et de Couëron. La traversée de 230 m s'effectue en dix minutes, et un bateau part toutes les vingt minutes de 6 h 20 à 20 h 30 (et jusqu'à 21 h 20 les dimanches et jours fériés du 15 juin au 15 septembre),,.
|   |  |  | Station     | Lat/Long                    | Communes    | Correspondances Tan |
| - |  |  | ----------- | --------------------------- | ----------- | ------------------- |
| o |  |  | Le Pellerin | 47° 12′ 11″ N, 1° 45′ 18″ O | Le Pellerin | 78                  |
| o |  |  | Couëron     | 47° 12′ 20″ N, 1° 45′ 07″ O | Couëron     | 71                  |

### Basse-Indre - Indret
La liaison, située à 4 miles en aval de Nantes, permet de relier les quartiers de Basse-Indre et Indret sur la commune d'Indre. La traversée de 365 m s'effectue en cinq minutes, et un bateau part toutes les quinze minutes de 5 h 30 à 22 h 35,,.
|   |  |  | Station     | Lat/Long                    | Communes | Correspondances Tan |
| - |  |  | ----------- | --------------------------- | -------- | ------------------- |
| o |  |  | Basse-Indre | 47° 11′ 51″ N, 1° 40′ 25″ O | Indre    | 50 81               |
| o |  |  | Indret      | 47° 11′ 43″ N, 1° 40′ 30″ O | Indre    |                     |

### Fréquentation

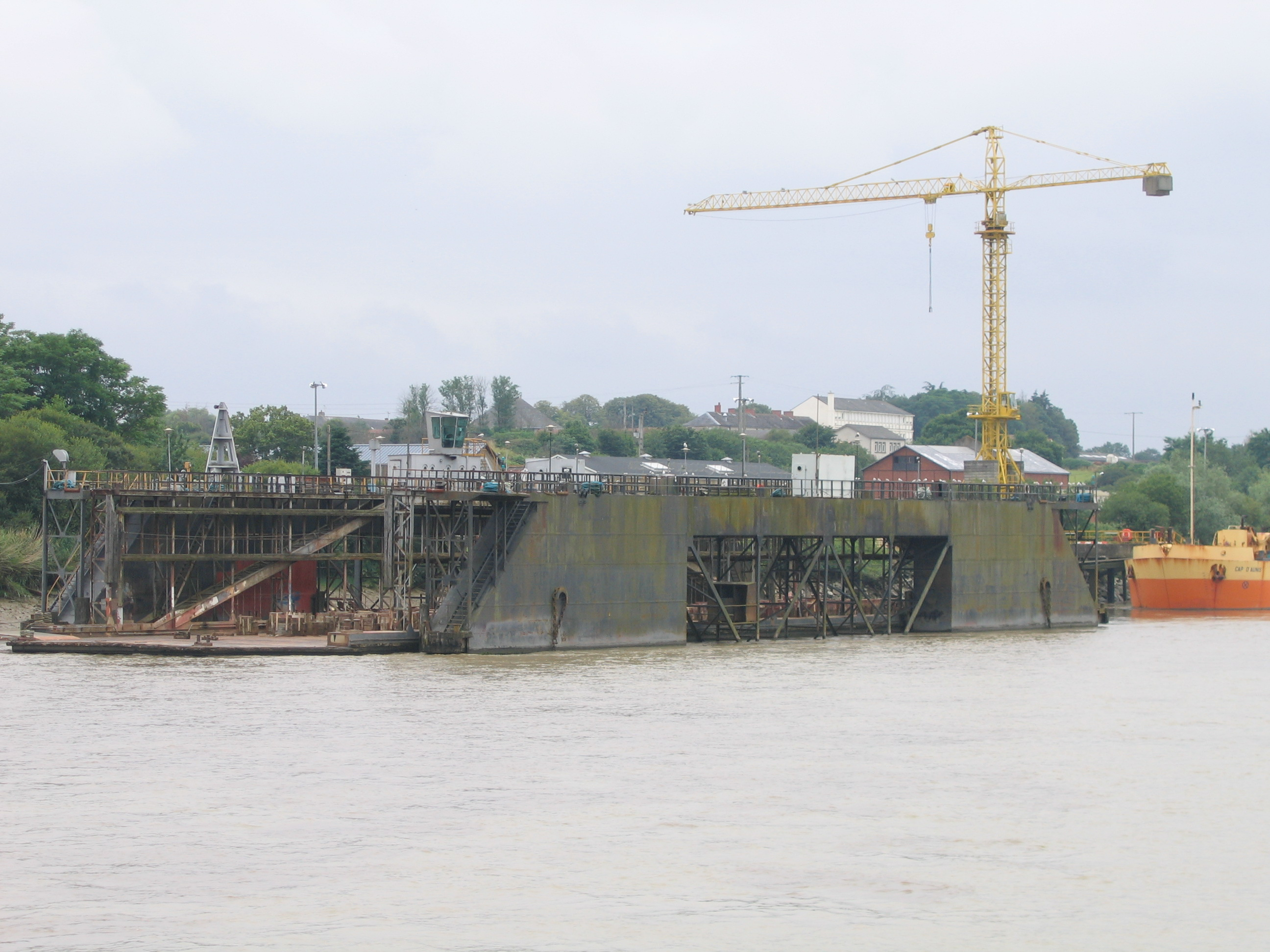
Dock flottant au Pellerin permettant de mettre à sec les bacs lors des maintenances.

La fréquentation des lignes a baissé au début des années 1990 avec la mise en service du pont de Cheviré, avant de remonter progressivement (avec l'engorgement du périphérique), puis brutalement à partir de 2005 du fait de la mise en place de la gratuité pour les lignes de bac. La fréquentation s'est ensuite stabilisée à partir de 2007 autour de 950 000 véhicules par an, avec néanmoins une augmentation progressive de 3 % par an en moyenne.
La liaison Basse-Indre ↔ Indret est la plus fréquentée, accumulant 54 % du trafic en 2014. La fréquentation de cette ligne peut monter jusqu'à 200 véhicules par heure en heure de pointe.
En 2014, 187 000 passagers ont été transportés par mois en moyenne. Ce succès s'explique en partie par la fermeture du pont de Cheviré les week-ends de septembre.
Chaque jour, presque 5000 véhicules empruntent les deux lignes de bac, ce qui représente 10 % de la capacité horaire du pont de Cheviré.
| Année | Trafic annuel de véhicules | Trafic annuel de véhicules | Trafic annuel de véhicules | Trafic annuel de passagers |
| Année | Le Pellerin ↔ Couëron      | Basse-Indre ↔ Indret       | Total                      | Trafic annuel de passagers |
| ----- | -------------------------- | -------------------------- | -------------------------- | -------------------------- |
| 2004  |                            |                            | 548 000                    |                            |
| 2008  | 462 910                    | 473 467                    | 936 377                    |                            |
| 2009  | 471 220                    | 471 468                    | 942 688                    | 1 882 164                  |
| 2010  | 466 060                    | 468 204                    | 934 264                    |                            |
| 2011  | 486 371                    | 473 792                    | 960 163                    | 1 905 000                  |
| 2012  |                            |                            | 1 000 000                  | 1 970 000                  |
| 2014  |                            |                            | 1 170 000                  | 2 250 000                  |
| 2018  |                            |                            | 1 273 470                  | 2 334 869                  |

## Flotte de bateaux

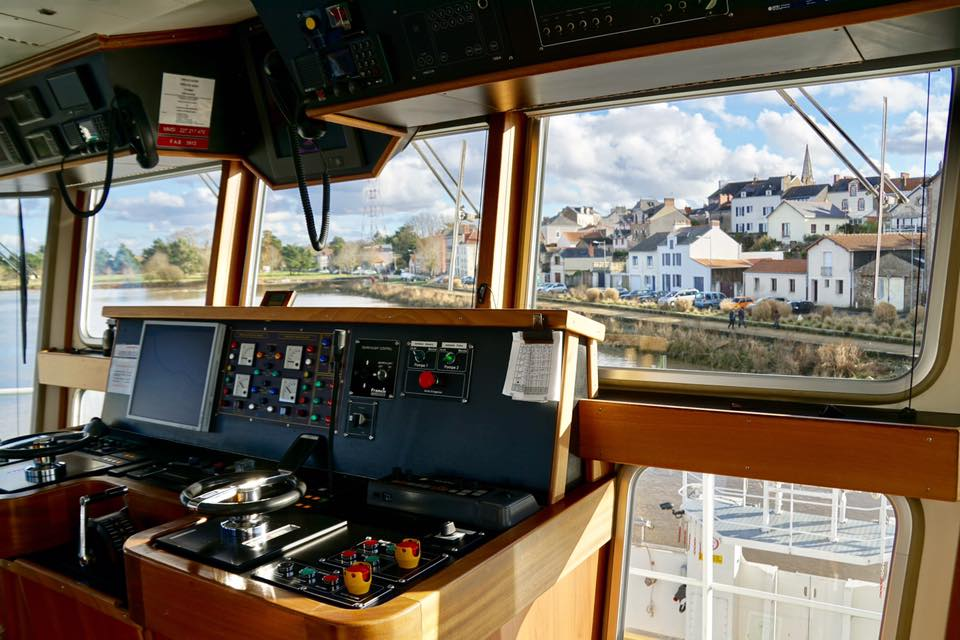
Passerelle d'un des nouveaux bacs.

La flotte est actuellement constituée de trois bacs amphidromes : le Lola, L'Île Dumet et le Anne de Bretagne.
Les bateaux appartiennent au conseil départemental de la Loire-Atlantique et nécessitent un équipage de trois personnes constitué d'un capitaine de navire, d'un chef mécanicien et d'un matelot (aidant les véhicules à se ranger sur le bateau). La compagnie dispose de huit équipages de ce type au total,.

### Lola et L'Île Dumet
Les bateaux Lola et L'Île Dumet sont les plus récents du parc (mis en service respectivement en 2012 et 2013) et ont été construits en Loire-Atlantique par les chantiers Merré (à Nort-sur-Erdre) (les coques proviennent des chantiers Mecasoud à Saint-Nazaire). Ils ont coûté huit millions d'euros pièce et ont nécessité 100 000 heures de travail.
Par ailleurs, le nom du bac Lola provient du film Lola de Jacques Demy, et l'actrice Anouk Aimée qui y a joué était présente lors de l'inauguration de ce bateau en avril 2012 et en est également devenu la marraine. Le nom de L'Île Dumet vient quant à lui de l'île du même nom située au large de Piriac-sur-Mer, et le bateau a été baptisé par Alessandro Di Benedetto puis mis en service le 6 mars 2013.

### Anciens bacs
Avant la mise en service de ces deux unités, quatre bacs amphidromes ont assuré le service avant leur remplacement ou leur mise de côté, :
- le Saint-Bernard, premier bac amphidrome mis en service en 1955 ;
- le François II (1962) ;
- le Saint-Hermeland (1970) ;
- le Anne de Bretagne (1977).

Actuellement, seul le bateau Anne de Bretagne (ayant une capacité de 18 voitures) est toujours en service et sert de réserve en cas de panne ou de maintenance du Lola ou de L'Île Dumet.
Le Saint-Hermeland (long de 60 m (40 m de flottaison) et large de 12 m) est amarré près du pont de Cheviré et fait l'objet d'un projet de transformation en bureaux et restaurants. Le bac ainsi transformé serait installé en aval du village de Trentemoult et pourrait également servir de ponton d'arrêt pour les Navibus avec la création de nouvelles lignes de Navibus Loire.
Le François II a lui été revendu à un entrepreneur nantais pour 5 000 € et devait être transformé en lieu de réception et installé près du quai de Cormerais à Saint-Herblain. Mais les travaux de transformation, lancés en 2017, se sont finalement arrêtés brutalement après le montage d'une structure.

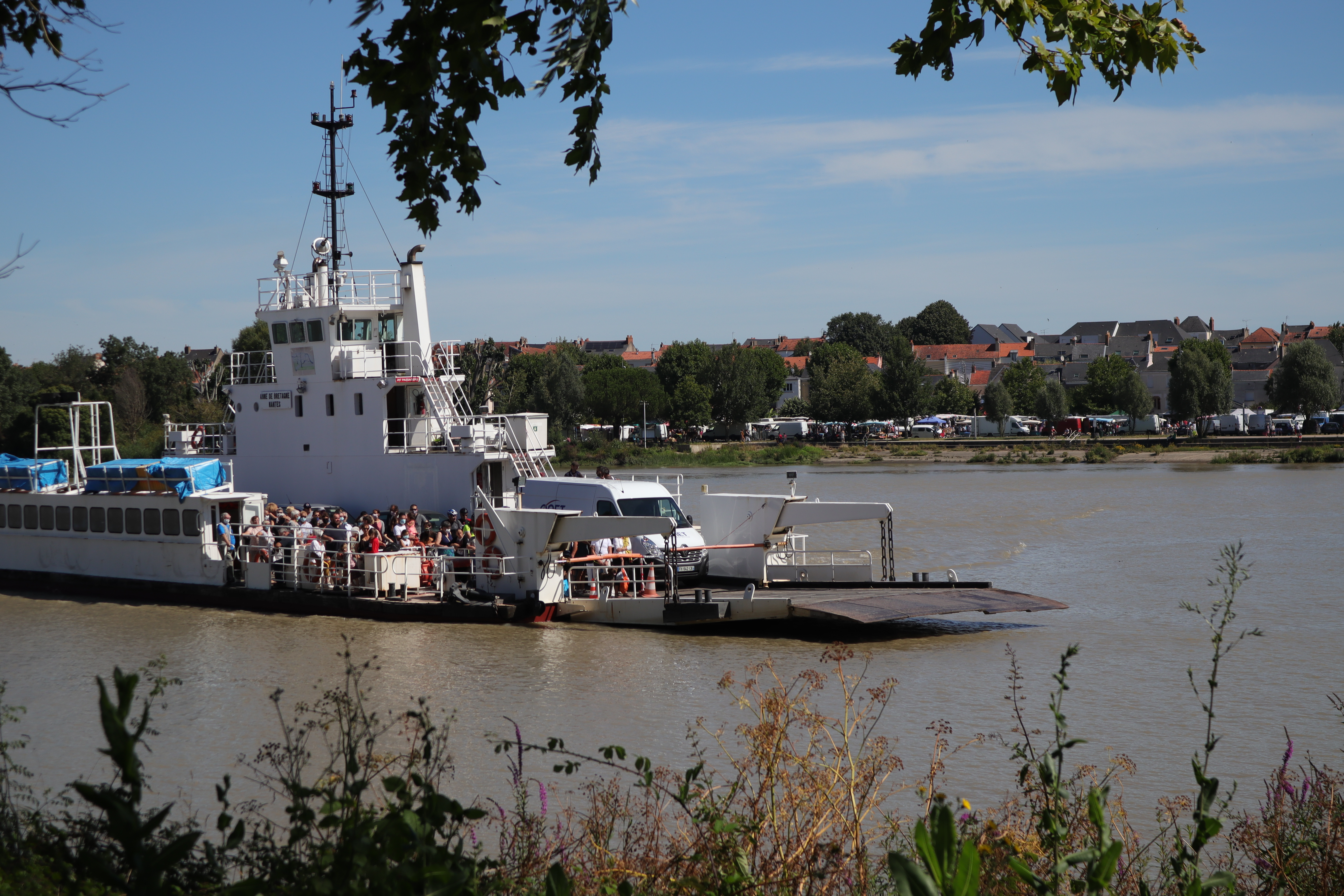
Le Anne de Bretagne en circulation en juillet 2020
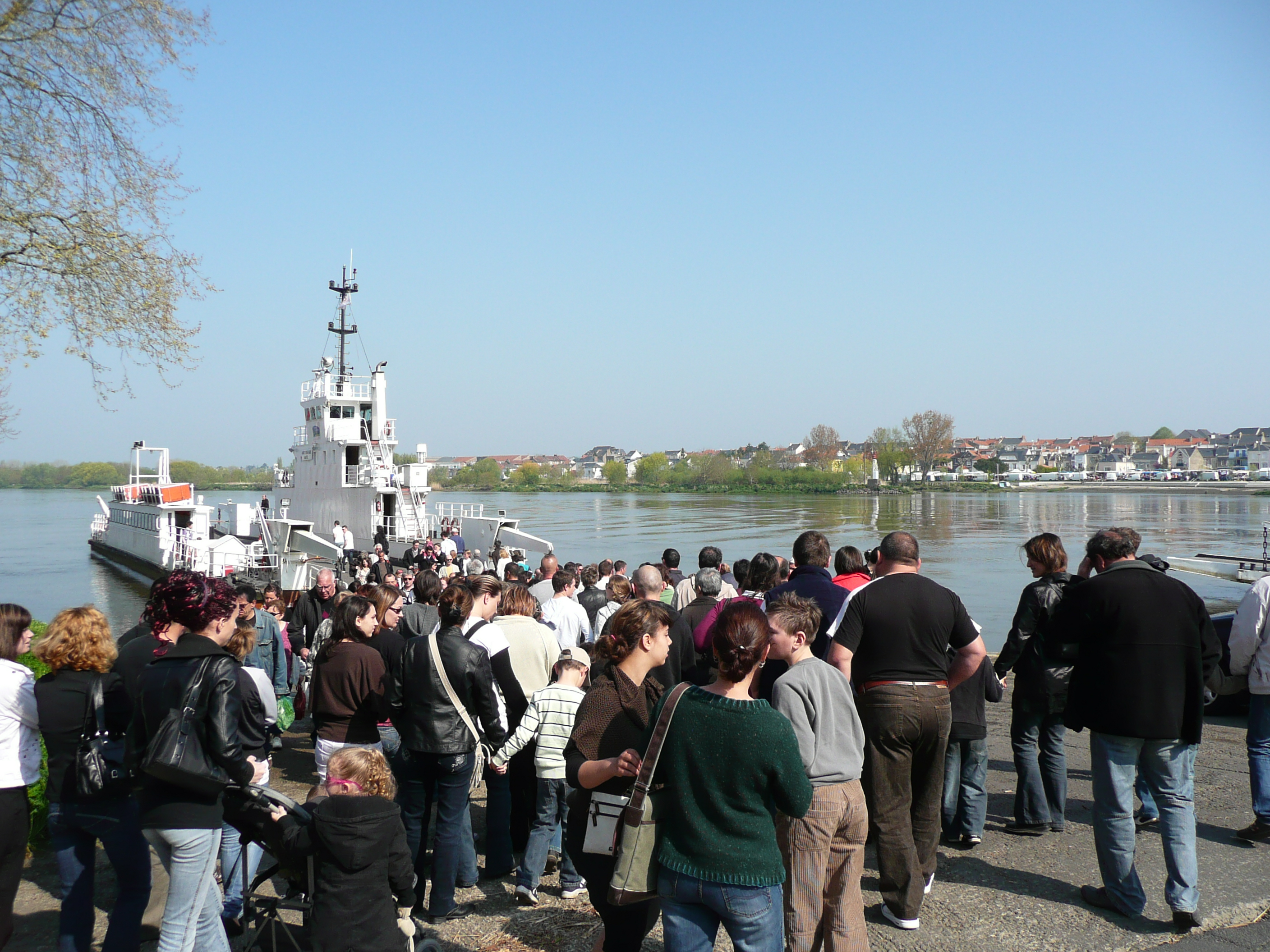
Le Anne de Bretagne à Indret en 2010
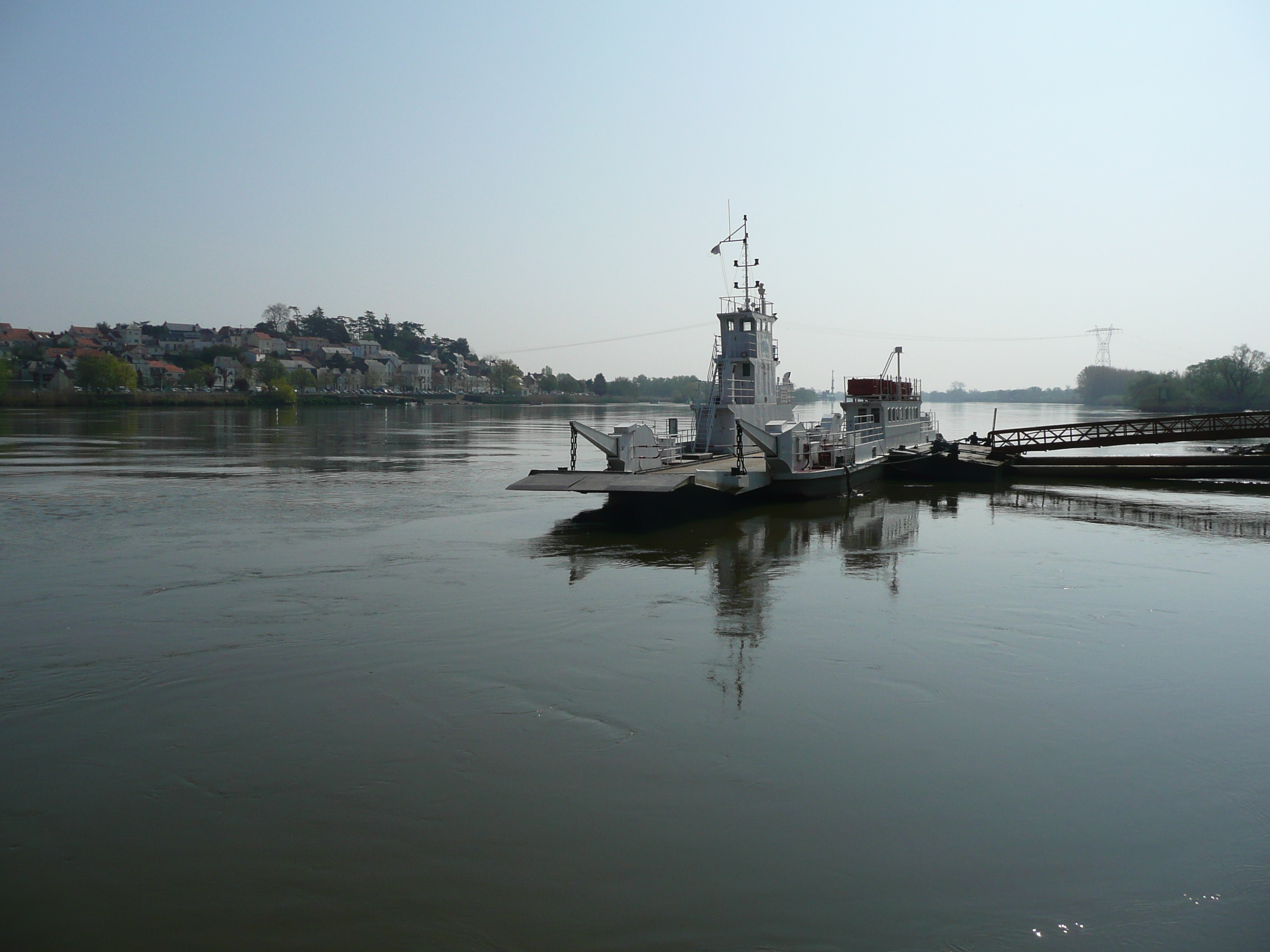
Le François II à Indret en 2010
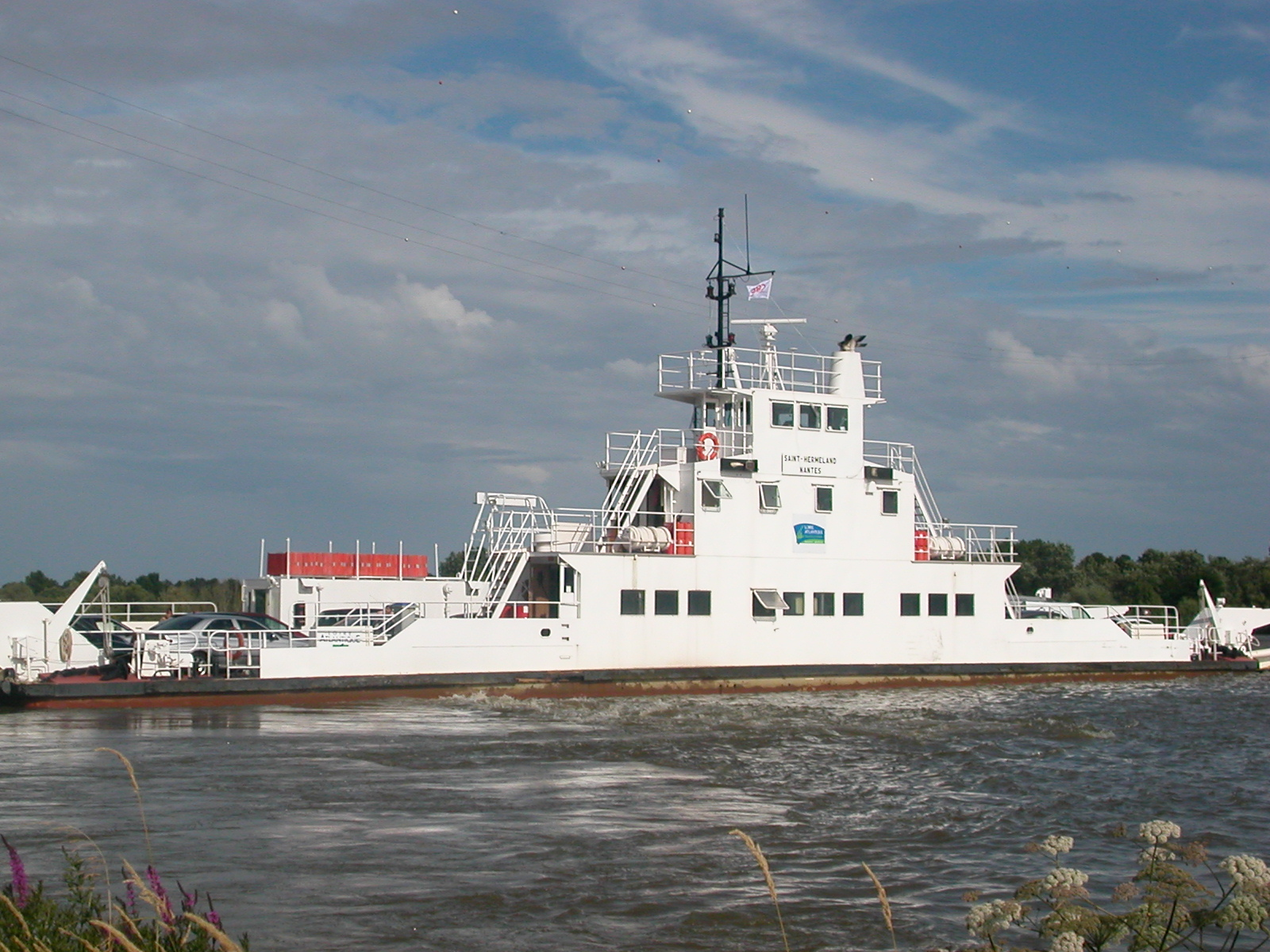
Le Saint-Hermeland en 2008
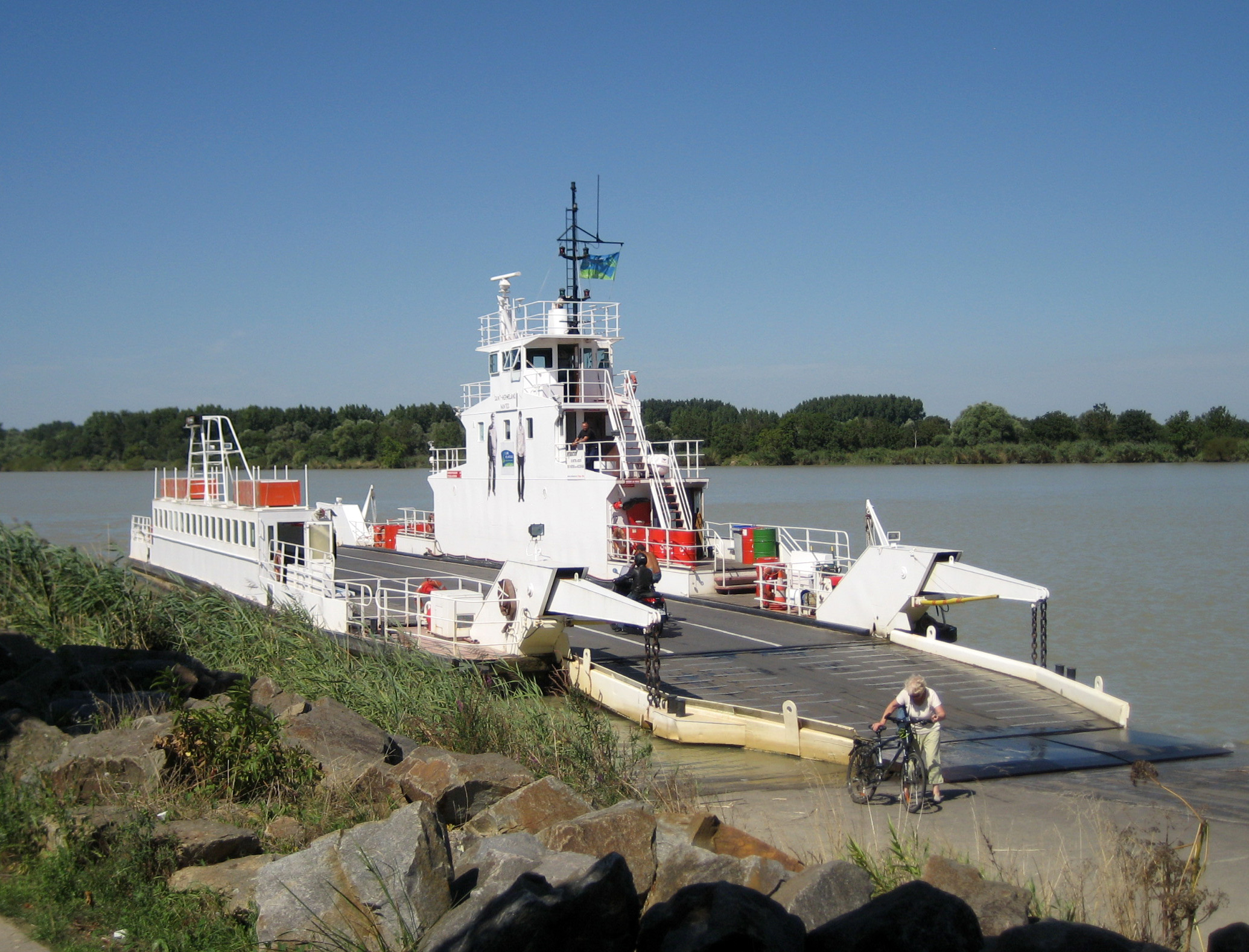
Le Saint-Hermeland au Pellerin en 2010

### Projet
Un projet d'achat d'un nouveau bac hybride (électrique et hydrogène) pour la liaison Basse-Indre ↔ Indret est actuellement en cours afin de mettre à la retraite le Anne de Bretagne sous-capacitaire. Ce nouveau bateau pourra accueillir 60 véhicules et sera livré à l'horizon 2026. Son financement était d'abord estimé à 8 millions d'euros en 2020, puis 16 millions d'euros en 2022 et enfin 20 millions d'euros en 2023,,.
Il est également prévu d'hybrider les deux bacs Lola et L'Île Dumet (pour 5 millions d'euros) afin de limiter leurs émissions de gaz à effet de serre, et de créer de nouveaux appontements sur la liaison Couëron ↔ Le Pellerin (pour 5 millions d'euros) afin d'y permettre la circulation de deux bateaux en heure de pointe à l'horizon 2027. Le budget de ce projet global de modernisation du service des bacs de Loire (incluant l'achat d'un nouveau navire) s'élèverait alors à 30 millions d'euros.